# Abzac (Gironda)
Abzac è un comune francese di 1 820 abitanti situato nel dipartimento della Gironda nella regione della Nuova Aquitania.

## Società

### Evoluzione demografica
Abitanti censiti